# Prostaglandine H2
La prostaglandine H2 (PGH2) est un précurseur des prostaglandines chez les vertébrés, dérivé de l'acide arachidonique en deux étapes par des cyclooxygénases. Elle augmente l'inflammation et régule la sécrétion du suc gastrique. L'action anti-inflammatoire de l'acide acétylsalicylique (aspirine) est due à l'inhibition de la cyclooxygénase-1.
La PGH2 est notamment le substrat des enzymes suivantes, qui conduisent à divers composés biochimiques physiologiquement importants :
- la prostacycline synthase pour former de la prostacycline ;
- la thromboxane-A synthase pour former du thromboxane A2 ;
- la prostaglandine D2 synthase pour former de la prostaglandine D2 ;
- la prostaglandine-E synthase pour former de la prostaglandine E2.

Biosynthèse des eicosanoïdes.

voies métaboliques de la PGH_{2} vers la prostacycline, les prostaglandines et les thromboxanes.